# Maurizio Latelli
Maurizio Latelli (ur. 10 grudnia 1974 w Lamezia Terme) – włoski siatkarz, grający na pozycji libero. 

## Sukcesy klubowe
Puchar Challenge:
- 2013